# Norbert de Boynes
Norbert de Boynes (ur. 24 sierpnia 1870 w La Trinité-des-Laitiers, zm. 6 października 1954 w Rzymie) – francuski jezuita, wikariusz generalny Towarzystwa Jezusowego po śmierci poprzedniego Wikariusza Generalnego Alessio Magniego 12 kwietnia 1944. Urząd ten sprawował aż do wyboru nowego generała zakonu Jean-Baptiste Janssensa na 29. Kongregacji Generalnej 15 września 1946 roku.

## Początki działalności
Do zakonu wstąpił 18 października 1888 roku, w miejscowości Slough, położonej w angielskim hrabstwie Berkshire. Święcenia również przyjął w Anglii 24 sierpnia 1902 w miejscowości Canterbury, w hrabstwie Kent. Jego ostatnie śluby miały jednak już miejsce we Francji 2 lutego 1906 w Paryżu. W zakonie, jeszcze przed objęciem stanowiska wikariusza generalnego, pełnił różne ważne funkcje. Był kolejno pomocnikiem prowincjała, mistrzem nowicjuszy, a w latach 1912–1918 przełożonym prowincji francuskiej. Podczas trwania swoich dwóch kadencji prowincjała odwiedził misję w Jiangnan w Chinach i zorganizował jej podział. Później przez cztery lata sprawował funkcję wizytatora, odwiedzając prowincje w Ameryce Północnej oraz misje na Jamajce, w Nankin i na Bliskim Wschodzie.

## Sprawa Kolegium św. Piotra
W pierwszej połowie XX w. amerykańska prowincja Maryland-New York mierzyła się z kilkoma trudnościami. Z jednej strony duża liczba działających tam jezuitów, których w 1919 roku było ponad tysiąc, sprawiała trudności administracyjne. Z drugiej strony sytuacja finansowa prowincji nie była najlepsza. Kolejnym problemem była separacja obszaru New England od reszty prowincji Maryland-New York.
W związku z problemami prowincji władze zakonu wysłały wizytatora w osobie Norberta de Boynes. Od 11 grudnia 1919 do 6 lutego 1921 roku przebywał w prowincji Maryland-New York. Jezuita James F. McDermott, będący rektorem kolegium św. Piotra w Jersey City bezpośrednio przed jego zamknięciem w 1918 roku, postanowił wykorzystać okazję, aby zyskać przychylność władz zakonu do pomysłu ponownego otwarcia kolegium. Na spotkaniu z Norbertem de Boynes 21 października 1920 przedłożył mu dokument mający zyskać przychylność wizytatora do wznowienia działalności uczelni. Norbert de Boynes wyraził aprobatę dla tego pomysłu, jednak prowincjał Joseph H. Rockwell był temu przeciwny. Od Rockwella de Boynes również otrzymał list 1 kwietnia 1920 roku, w którym ten przedstawiał swoje argumenty za pozostawieniem części kolegiów zamkniętych, w tym kolegium św. Piotra, ze względu przede wszystkim na problemy finansowe.
Ostatecznie, pomimo wyrażonego wcześniej poparcia w rozmowie z McDermottem, Norbert de Boynes przygotował oświadczenie „Tematy do dyskusji proponowane przez Ojca Wizytatora”, w którym jasno dał do zrozumienia, że nie popiera pomysłów ponownego otwierania któregokolwiek z zamkniętych kolegiów.

## Reakcja na list Henry de Lubaca i stosunek do państwa Vichy
W trakcie II wojny światowej Francja była częściowo okupowana przez wojska niemieckie. Powstało wtedy w 1940 roku, na mocy porozumień między stroną francuską i niemiecką, państwo Vichy, będące formalnym spadkobiercą II Republiki Francuskiej. Vichy natychmiastowo ogłosiło neutralność wobec toczącej się wojny. Ponadto, bez nacisków ze strony III Rzeszy, rząd Vichy rozpoczął szeroko zakrojone zmiany legislacyjne, wymierzone m.in. w mniejszość żydowską. Wpierw zniesiono przepisy piętnujące antyżydowskie wypowiedzi w prasie, a wraz z upływem czasu pojawiały się coraz surowsze ustawy, dotyczące zatrudniania Żydów i ich aktywności społecznej.
Henri de Lubac był francuskim jezuitą z pokolenia młodszego niż de Boynes. Jego pokolenie było bardziej skłonne do stawiania silnego oporu wobec tego, co uważali za przejawy zła i walki o to, co kluczowe dla wartości chrześcijańskich, a sam de Lubac w trakcie II wojny światowej należał do Francuskiego Wewnętrznego Ruchu Oporu. 25 kwietnia 1941 r. skierował list do przywódców zakonu, w którym skarżył się na przywódców Kościoła we Francji i ich bierność wobec nazizmu. Zarzucał im, że niewystarczająco ostrzegali katolików przez zagrożeniem ze strony nazistów oraz że dla utrzymania swojej bezpiecznej pozycji w nowo powstałym państwie Vichy nie ryzykują krytyki jego władz, tym samym mogąc zdradzać cele Towarzystwa Jezusowego. Wskazał na zbieżność antysemickich działań wśród nazistów oraz rządu Vichy, argumentując przy tym, że taka postawa stanowi atak na doktrynę i pisma chrześcijańskie. Pod koniec listu Henri de Lubac wezwał władze zakonu do zajęcia wyraźnego stanowiska wobec duchowych zagrożeń ze strony nazizmu i do pochwały dla bardziej zintegrowanego i pogłębionego chrześcijaństwa, zamiast takiego, które w pierwszej kolejności stara się zabezpieczyć swoje instytucjonalne przywileje.
Na te słowa de Lubac dostał odpowiedź, choć nie bezpośrednią, od Norberta de Boynes. Pełniący funkcję asystenta francuskiego przy kurii generalnej de Boynes wysłał list do wszystkich francuskich jezuitów, w którym nawoływał do posłuszeństwa wobec władz zakonu i trzymania się z dala od polityki. Wypominał, że działania „kilku złych jabłek” zagrażają przebiegowi wrażliwych negocjacji z rządem francuskim w sprawie statusu zgromadzeń religijnych i stowarzyszeń katolickiej młodzieży, co było słowami wymierzonymi w de Lubaca i jego zwolenników. W tym samym liście nazwał rząd Vichy jedynym „legalnym rządem” Francji. Zasugerował również, że jezuici mają religijny obowiązek posłuszeństwa wobec francuskiego rządu i powinni perswadować to samo wszystkim katolikom.
Do tej odpowiedzi odniósł się de Lubac w swoim kolejnym liście. Przyznał de Boynesowi rację w tym, że jezuici nie powinni się mieszać w politykę, jednak zaznaczył, że jego obawy wobec nazizmu nie są natury politycznej, a religijnej. De Lubac oskarżył również władze zakonu o wybiórcze trzymanie się poza polityką. W dość odważnym stwierdzeniu dał do zrozumienia, że sumienie nie pozwala mu być biernym wobec grzechu zaniechania, jakim byłoby podporządkowanie się słowom swoich przełożonych. Tym samym wskazywał, że działania władz zakonu są motywowane politycznie, a jego własne religijnie, co usprawiedliwiałoby krytykę de Lubaca pod adresem przełożonych.

## Wybór na Wikariusza generalnego
Umierający generał zakonu Włodzimierz Ledóchowski zgodnie z tradycją pozostawił list, w którym mianował wikariusza generalnego, mającego kierować Towarzystwem Jezusowym do czasu zwołania Kongregacji Generalnej i wyboru nowego generała. Kwestia była szczególnie delikatna z powodu trwającej wojny, która uniemożliwiała przeprowadzenie kongregacji generalnej. Na urząd wikariusza generalnego Ledóchowski wybrał asystenta Włoch Alessia Magniego, który sprawował tę funkcję przez 15 miesięcy od zgonu generała (13 grudnia 1942) aż do swojej śmierci 12 kwietnia 1944 roku.
W takich okolicznościach zakon potrzebował nowego wikariusza generalnego. Wybór najstarszych profesów obecnych w Rzymie, wtedy jeszcze okupowanym przez Niemców, padł na Norberta de Boynes, będącego asystentem Francji. Wybór ten był o tyle kontrowersyjny, że o ile de Boynesowi nie można było odmówić doświadczenia i zasług na odpowiedzialnych stanowiskach, to jednak swoją reakcją na list Henry de Lubaca parę lat wcześniej nieomal doprowadził do schizmy wśród francuskich jezuitów.
Po wyborze Janssensa na generała de Boynes był przełożonym międzynarodowych wspólnot jezuickich w Rzymie (1947–1950), następnie mieszkał w rzymskim Domu Pisarzy, przy którym zmarł 6 października 1954 roku.